# Епархия Барретуса
Епархия Барретуса (лат. Dioecesis Barretensis) — епархия Римско-Католической церкви с центром в городе Барретус, Бразилия. Епархия Барретуса входит в митрополию Сан-Жозе-ду-Риу-Прету. Кафедральным собором епархии Барретуса является церковь Святого Духа. 

## История
14 апреля 1973 года Римский папа Павел VI учредил епархию Барретуса, выделив её из apxиепархии Рибейран-Прету и епархии Жаботикабала.

## Ординарии епархии
- епископ José de Matos Pereira (1973—1976);
- епископ Antônio Maria Mucciolo (1977—1989);
- епископ Pedro Fré (1989—2000);
- епископ Antônio Gaspar (2000—2008);
- епископ Edmilson Amador Caetano (2008—2014) — назначен епископом Гуарульюса;
- епископ Milton Kenan Júnior (5.11.2014 — по настоящее время).

## Источник
- Annuario Pontificio, Ватикан, 2007